# Пропилгаллат
Пропилгаллат (1-пропил-3,4,5-тригидроксибензоат) — сложный эфир галловой кислоты и пропанола. С 1948 года используется как антиоксидант, добавляется к пище богатой жирами животного или растительного происхождения так как предотвращает их окисление. В качестве пищевой добавки используется под номером E310.

## Использование
В качестве антиокислителя широко используется в пищевой и косметической промышленности, при изготовлении клеев и смазочных веществ. Во флуоресценцентной микроскопии используется как антиоксидант и тушитель триплетно-возбуждённых частиц.

## Биологические эффекты
В 2009 году было обнаружено, что пропилгаллат является антагонистом эстрогена. Помимо этого пропилгаллат обладает способностью избирательно ингибировать альтернативную оксидазу растений.